# Клафуті
Клафуті́ (фр. clafoutis) — це французький фруктовий десерт, традиційно з плодів черешні американської, викладених на змащену маслом форму та покритих густим тістом (схожим, як для флану). Готовий десерт притрушують цукровою пудрою та подають кімнатної температури, інколи з вершками або заварним кремом.
До традиційного лімузенського клафуті входять кісточки. Вони містять амигдалін, активну хімічну речовину екстракту мигдалю, тому під час випікання невелика кількість амигдаліну вивільняється у клафуті, доповнюючи його смак.

## Походження
Клафуті походить з регіону Лімузен (Франція), і хоча традиційними є вишнеподібні плоди черемхи, існує багато варіацій з іншими фруктами, в тому числі вишнями, сливами, чорносливом, яблуками, грушами, журавлиною чи ожиною. Коли замість вишень використовують інші фрукти, то десерт правильно називати флонярд.
Назва страви походить від окситанського clafotís, від дієслова clafir, що означає «наповнювати» (мається на увазі: «тісто вишнями»). Вочевидь, клафуті поширилось по всій Франції в XIX столітті.